# Estación de Granollers Centro
Granollers Centro o simplemente Granollers (en catalán y según Adif Granollers Centre) es una estación ferroviaria situada en el municipio español de Granollers, en la provincia de Barcelona, Cataluña. Forma parte de las líneas de cercanías R2, R2Nord y R8, la línea regional y de media distancia R11 de Rodalies de Catalunya. 
Es la estación central de este municipio, que tiene otra que da servicio a la zona norte compartida con Las Franquesas del Vallés y otra compartida con Canovellas en la R3. Junto a la estación paran autobuses interurbanos, por lo que es un pequeño intercambiador multimodal tren-autobús. 

## Situación ferroviaria
La estación se encuentra en el punto kilométrico 28,7 de la línea férrea Barcelona-Cerbère en su sección entre Barcelona y Massanet a 141 metros de altitud. El tramo es de vía doble y está electrificado.

## Historia

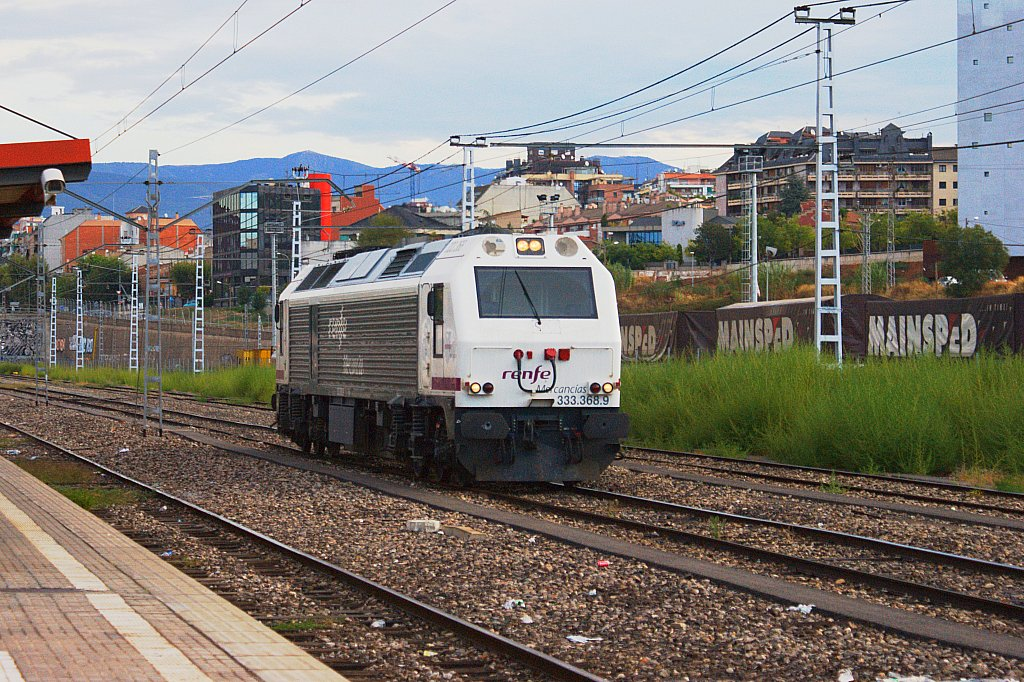
Locomotora 333.368 en la estación de Granollers Centro.

La estación fue inaugurada el 22 de julio de 1854 con la puesta en marcha de la línea Barcelona-Granollers. Las obras y explotación inicial corrieron a cargo de la Compañía de los Caminos de Hierro de Barcelona a Granollers también llamada Compañía de los Caminos de Hierro del Norte de Barcelona. Varias fusiones y uniones empresariales tan habituales en el ferrocarril de finales del siglo XIX hicieron que la estación pasara por diferentes manos hasta recalar en TBF en 1875 que aglutinó varias de las pequeñas compañías de la época que operaban en la zona de Cataluña. En 1889, TBF acordó fusionarse con la poderosa MZA, dicha fusión se mantuvo hasta que en 1941 la nacionalización del ferrocarril en España supuso la desaparición de todas las compañías privadas existentes y la creación de RENFE. 
Originalmente la estación estaba ubicada en lo que hoy es la plaza Barangé, con acceso por la avenida Sant Esteve, por donde transitaban los ferrocarriles. En 1896 MZA urbanizó también unos jardines públicos, al lado de la terminal, conocidos como Parque de la estación. Debido al crecimiento urbano de la ciudad, en los años 1930 se iniciaron los trámites para trasladar la estación y desviar las vías, que cruzaban el centro histórico de la ciudad. El nuevo trazado de la vía, más al este, no se inauguró hasta 1958, con un apeadero provisional de madera. La antigua estación de MZA siguió abierta hasta 1960 para los servicios de mercancías y fue definitivamente desmantelada en 1966. El 21 de diciembre de 1964 se inauguró la estación actual, en substitución de la de madera.
Desde el 31 de diciembre de 2004 Renfe Operadora explota la línea mientras que Adif es la titular de las instalaciones ferroviarias.

## La estación

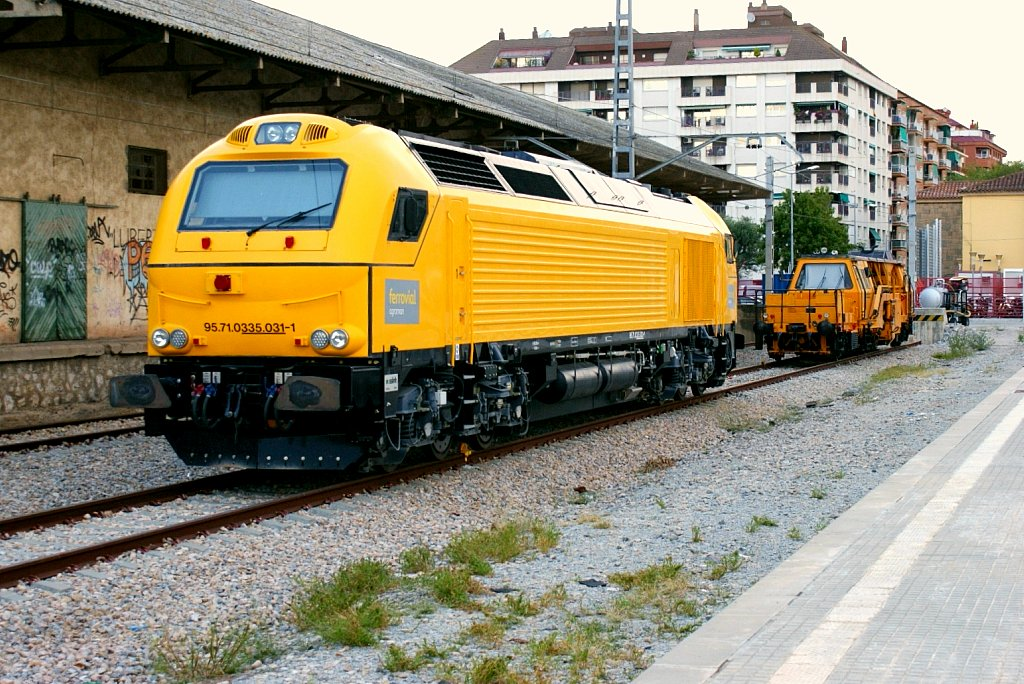
Locomotora Euro 4000 de Ferrovial-Agroman, matriculada como 335.031, en la estación de Granollers Centro.

El edificio para viajeros es un amplio recinto de base rectangular, dos alturas y disposición lateral a las vías. En general tiene un diseño clásico que se ha visto alterado con algunos añadidos posteriores de aspecto más moderno como la estructura de acero y vidrio que amplia el acceso principal. Cuenta con una importante playa de vías formada por dos vías generales (vías 1 y 2), cuatro derivadas (vías 3, 4, 5 y 7) y cuatro vías muertas (vías 6, 8, 10 y 12). El acceso a las vías se realiza gracias a tres andenes, uno lateral y dos centrales. El cambio de uno a otro es posible tanto gracias a unos pasos subterrános como usando un paso a nivel cercano. 
Cuenta con taquilla, máquina expendedora de billetes, torniquetes de acceso, quiosco, un bar y otras dependencias anexas. 

## Servicios ferroviarios

### Media Distancia
Gracias sus trenes Regionales Renfe presta servicios de Media Distancia cuyos destinos principales son Barcelona y Cerbère pasando por Figueras y Gerona.
| Línea MD | Trenes   | Origen/Destino |  | Destino/Origen | Equivalente Rodalies de Catalunya |
| -------- | -------- | -------------- |  | -------------- | --------------------------------- |
| 33       | Regional | Barcelona      |  | Cerbère        |                                   |

### Cercanías
Forma parte también de las líneas R2 y R8 de Cercanías Barcelona operadas por Renfe, siendo terminal de esta última y de la línea R2 en su tramo general no así en su tramo norte ya que esta continúa hasta Massanet-Massanas.

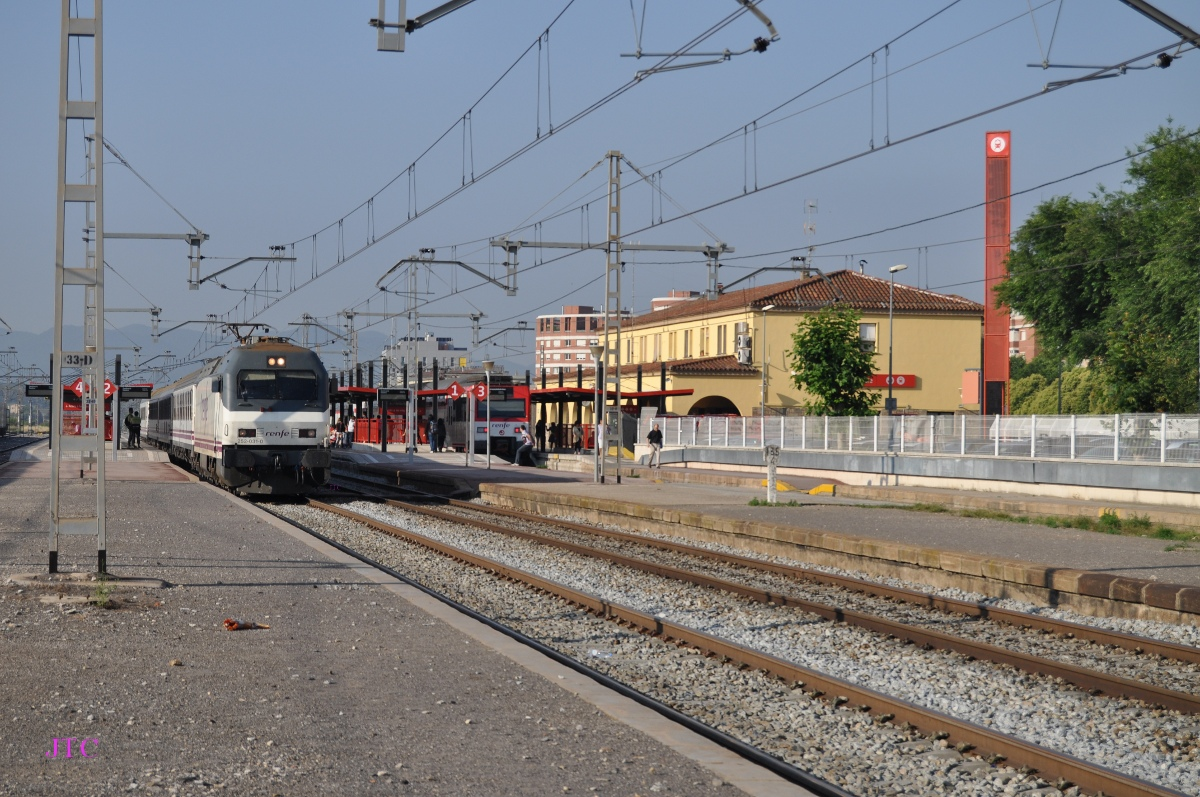
El Estrella Costa Brava en la estación de Granollers Centro.

| << cabecera                    | < estación | línea | estación >                       | cabecera >>                  |
| ------------------------------ | ---------- | ----- | -------------------------------- | ---------------------------- |
| Rodalies de Catalunya de Renfe |            |       |                                  |                              |
| Aeropuerto                     | Montmeló   |       | Las Franquesas- Granollers Norte | San Celoni Massanet-Massanas |
| Castelldefels                  | Montmeló   |       | terminal                         | terminal                     |
| Martorell                      | Montmeló   |       | terminal                         | terminal                     |

## Enlaces externos

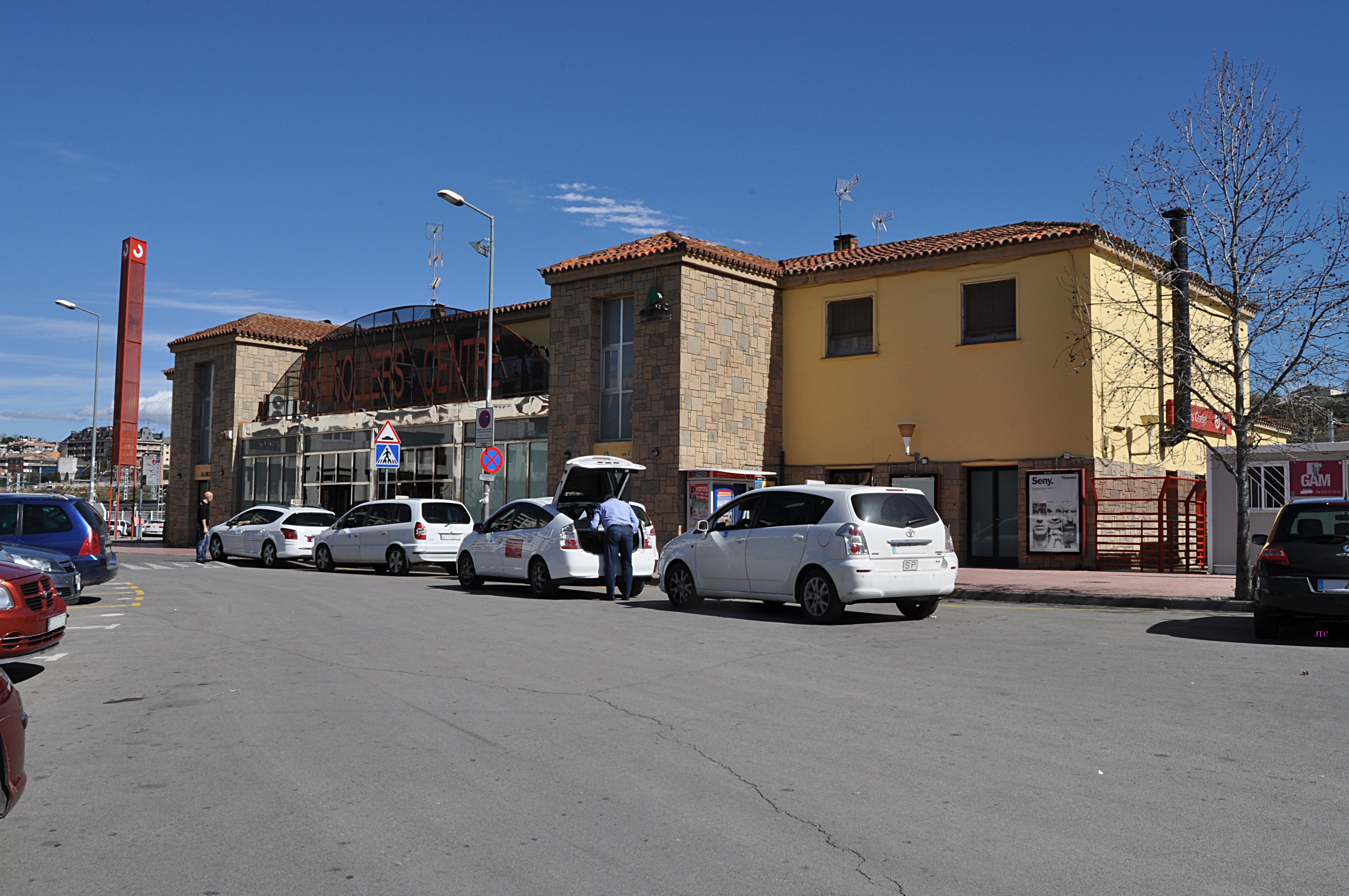
Estación de Granollers Centro.